# Lipa (Batangas)
Lipa é uma cidade de primeira classe de renda da cidade na província Batangas, nas Filipinas. De acordo com o censo de 1 maio  de  2020 possui uma população de 372 931 pessoas e 89 993 domicílios.